# حصار كاليه (1596)
حصار كاليه 1596، ويُعرف أيضًا باسم الغزو الإسباني لكاليه هي معركة حدثت في المدينة الساحلية كاليه، وهذه المنطقة تُعرف حاليًا باسم نور با دو كاليه في فرنسا، ووقع هذا الحصار من 8 أبريل إلى 24 أبريل عام 1596 ككجزء من حروب فرنسا الدينية والحرب الإنجليزية الإسبانية وحرب الثمانين عاما، وقد انتهى الحصار بسقوط المدينة في أيدي الإسبانيين